# Olympische Sommerspiele 2000/Teilnehmer (Monaco)
| Gelbes Symbol für Goldmedaillen mit stilisierten Olympischen Ringen | Graues Symbol für Silbermedaillen mit stilisierten Olympischen Ringen | Braundes Symbol für Bronzemedaillen mit stilisierten Olympischen Ringen |
| ------------------------------------------------------------------- | --------------------------------------------------------------------- | ----------------------------------------------------------------------- |
| —                                                                   | —                                                                     | —                                                                       |

Monaco nahm bei den Olympischen Spielen 2000 in Sydney zum 16. Mal an Olympischen Sommerspielen teil. Die Delegation umfasste vier Athleten (drei Männer und eine Frau).

## Teilnehmer nach Sportart

### Judo
- Thierry Vatrican
Männer, Halbmittelgewicht: 17. Platz

### Schießen
- Fabienne Diato-Pasetti
Männer, Luftgewehr 10 m: 41. Platz

### Schwimmen
- Sylvain Fauré
Männer, 100 m Brust: in der 1. Runde ausgeschieden (1:05,51 min; 51. Platz)

### Taekwondo
- Olivier Bernasconi
Männer, Federgewicht: 9. Platz